# سیچیه دای
سیچیه دای (چینی: 戴思杰؛ زادهٔ ۲ مارس ۱۹۵۴) فیلم‌نامه‌نویس، کارگردان فیلم اهل چین و فرانسه است.
وی همچنین برندهٔ جوایزی همچون جایزه فمینا شده‌است.